# Greco-australieni
Grecii sunt al șaptelea cel mai mare grup etnic din Australia, după cei care  declară originea lor pur și simplu ca "australiană". La recensământul din 2006 au fost înregistrate 97218 de persoane de origine greacă născuți în Grecia și 18381 în Cipru. Limba greacă  este vorbită acasă de 252,222 rezidenți australieni,cu  o scădere de 4.125%  de la datele recensământului din 2001. Greaca este a patra cea mai frecvent limbă vorbită în Australia, după engleză, chineză, italiană.

## Istorie
Grecii , alături de italieni, au fost unul dintre principalele grupuri incluse de Guvernului australian în schemele de migrație în anii 1950 și 1960. Prin 1971 s-au 160200 de persoane Greci născuți în Australia, și un număr mai mic din Cipru si Egipt. Astăzi, doar sub jumătate din greci născuți (49,6%) trăiesc în Victoria, cu alte terțe în New South Wales (31,7%). În comparație, doar 24,7% din australieni ca un întreg trăiesc în Victoria, subliniind densitatea prezenței grecești acolo.
Melbourne a fost cunoscut ca unul dintre cele mai mari orașe grecești din lume, deși este greu pentru a confirma acest fapt, având în vedere că diferite țări folosesc metode. În 2006, 149,195 de persoane din Melbourne au susținut că strămoși greci, fie singuri, fie în combinație cu un alt neam. În afară de 224,500 de persoane locuiesc în partea greacă a Nicosiei  și 159763 greco-americani sunt în  statul New York.
Greco-australienii au o rată extrem de ridicată a migrației de întoarcere în Grecia. În decembrie 2001, Departamentul Afacerilor Externe a estimat că au existat 135 de mii cetățeni australieni rezidenți în Grecia. Se presupune că aceștia sunt  în mare parte emigranti greci  de naționalitate australiană ,și copiii lor greco-australieni.
Conform datelor recensământului lansat de către Biroului Australian de Statistică în 2006, greco-australienii sunt, în principal, de religie creștină, 95.3% din greco-australieni au religia creștină,  1,6% cu nici o religie sau ateismul, iar alte 1,1% identificate cu alte religii, în timp ce 1,9% nu au răspuns la întrebarea recensământului  pe religie.
În 2001 limba greacă  a fost vorbită de 263717 de persoane în Australia. Greaca este a patra cea mai vorbită limbă pe scară largă în țară după limba engleză ,limba chineză, italiană.50,9% de vorbitori de limbă greacă  din Australia s-au născut acolo, proporția cea mai mare treia după limba aborigenilor australieni  și engleză.

## Lista de personalități marcante din Australia

### Business
- Sam W. Ballas - investor/past CEO AMP (investments)
- Con Constantine - chairman, Newcastle United Jets
- Andrew Demetriou - director executiv, Liga de fotbal Australiană
- Nick Dimas - director, Canterbury Bulldogs
- Nick Pappas - președinte, South Sydney Rabbitohs
- George Peponis - preșesinte, Canterbury Bulldogs
- James Raptis OBE - președinte și fondator al  Raptis Group Limited, Gold Coast
- Emmanuel Drivas- co-fondatorul al  "The Coffee Club".

### Judiciar
- Paresa Antoniadis Spanos Prima femeie magistrat din Victoria
- Nickolas Pappas Magistrat șef, Victoria

### Sport
- Stan 'The Man' Longinidis - Kickboxer
- Tosca Petridis - Kickboxer/Boxer
- Evangelos Goussis - Kickboxer/Boxer/ucigaș condamnat
- Andrew Veniamin - Kickboxer/Boxer/
- 'King' Arthur Tsakonas - Kickboxer
- Louie 'The Ice' Iosifidis - Kickboxer
- Michael Katsidis - Boxer
- Braith Anasta - jucător de rugby, Sydney Roosters
- Con Boutsianis - fost fotbalist
- Dean Bouzanis - fotbalist
- Anthony Doumanis - fotbalist
- Lydia Ierodiaconou - medalia de aur jocurile olimpice de iarnă
- Chris Kalantzis - fotbalist
- Colin Mylonas - Fondatorul ligii grecești de rugby (GRL)
- Steve Pantelidis - fotbalist Melbourne Victory
- Andy Paschalidis - fotbalist
- Lou Richards - fotbalist
- Jim Serdaris- jucător de rugby,
- Nick Theodorakopoulos - fotbalist
- Michael Theoklitos - fotbalist, Melbourne Victory
- Michael Valkanis - fotbalist Adelaide United
- Andy Vlahos - fotbalist
- Edward Psaltis - marinar

### Divertisment
- Harry Michaels - actor
- Alex Blias - actor
- Alex Dimitriades - actor
- Elena Carapetis - actriță
- Gia Carides - actriță
- Zoe Carides - actriță
- Chantal Contouri - actriță
- Mary Coustas - comediant
- Alex Dimitriades - actor
- Dominic Elmagolou - actor
- Rebekah Elmaloglou - actriță, Home and Away
- Sebastian Elmaloglou - actor, Home and Away
- Damien Fotiou - actor
- Dimitri Giameos - actor
- Peter Kelamis - comediant
- Nico Lathouris - actor
- Panda Likoudis - actor
- Costas Mandylor - actor
- Louis Mandylor - actor
- Lex Marinos - actor, director, scriitor
- Ada Nicodemou - actriță, Home and Away
- Phaedra Nicolaidis - actriță
- Irini Pappas - actriță
- Thaao Penghlis - actor
- Sally Polihronas - cântăreață
- George Spartels - actor
- Maria Theodorakis - actriță
- Zoe Ventoura - actriță
- Irene Zervos - actriță

### Modă
- Ioannis Cholidis, creator de modă
- Arthur Galan, creator de modă
- Napoleon Perdis, make-up artist
- Sandra Soulos, creator de modă
- George Spyrou creator de modă
- Lia Tsimos, creator de modă
- Alex Perry, creator de modă
- Christopher Chronis, creator de modă
- Tina Kalivas, creator de modă

### Jurnalism
- John Mangos - prezentator de știri și jurnalist, Sky News Australia, Foxtel
- Georgia Cassimatis - jurnalist Cosmopolitan
- George Donikian - prezentator de știri, Ten Network
- Peter Frilingos (decedat) - jurnalist sportiv
- George Hatzimanolis - jurnalist ziarulNeos Kosmos
- Helen Kapalos - prezentator, Ten Network
- Mary Kostakidis - jjurnalist, SBS
- Paul Lampathakis - jurnalist, The Sunday Times
- Andy Pasquelidis - comentator sportiv

### Muzicieni
- Peter Andre – cîntăreț
- Chris Joannou – muzician (Silverchair)
- Ilias Arhontoulis - cîntăreț/compozitor
- Alex Carapetis - toboșar
- Big Haz - producător hip-hop/ producător
- Orianthi Panagaris - chitarist
- Niki Vasilakis - violinist
- Andy Vouli - Saxofonist

### Politică
- Peter Katsambanis-Ex-Politician, Victoria
- John Comino - avocat
- Jim Fouras - politician, Queensland
- John Hatzistergos - avocat, New South Wales
- Nick Kotsiras - politician, Victoria
- Tom Koutsantonis - politician, Australia de S
- Jenny Mikakos - politician, Victoria
- John Pandazopoulos - politician, Victoria
- Nicholas Pappas - avocat

### Scriitori
- Zeny Giles
- Dean Kalimniou - poet și jurnalist
- Antigone Kefala - poet
- Dina Kafiris - novelist
- Angelo Loukakis - novelist
- Tess Mallos
- Tony Maniaty
- Anastasia Mavromatis
- George Megalogenis
- George Papaellinas
- Tom Petsinis
- Thalia - poet și jurnalist
- Dimitris Tsaloumas - poet
- Christos Tsiolkas - novelist
- Spiro Zavos